# Masakr ve Štrpcích
Masakr ve Štrpcích se odehrál 27. února 1993 na nádraží ve Štrpcích, v jihovýchodní Bosně a Hercegovině.
Srbské polovojenské jednotky, operující během války v Bosně a Hercegovině, zastavily na krátkém, 9 km dlouhém peážním úseku železniční trati Bělehrad - Bar pravidelný vlak z Bělehradu do Baru. Z něho bylo vyvedeno celkem 19 lidí, kteří nebyli srbské, či černohorské národnosti. 18 z nich bylo Bosňácké národnosti, jeden Chorvat. Všichni však byli státní příslušníci SRJ. Podle informací ICTY byli nejprve okradeni, později týráni, převezeni neznámo kam (poblíž řeky Driny), a poté zastřeleni. Ostatky většiny z nich nebyly dodnes nalezeny. 
Okolo celé události existuje dodnes celá řada nevyjasněných okolností. Celá akce byla nejspíše[zdroj?] připravena se souhlasem vlády v Bělehradě. Mohlo se jednat o odplatu masakrů srbského obyvatelstva, které probíhaly na území Bosny a Hercegoviny před několika dny až týdny.[zdroj?] Organizátoři akce byli později zatčeni; hlavní z nich - Milan Lukić - byl odsouzen na doživotí Mezinárodním tribunálem v Haagu, nicméně za jiné akce, než kterou byla tato. Nebojša Ranisavljević byl odsouzen v Bijelom Polju v roce 2002, k patnáctiletému trestu odnětí svobody.
V současné době se nachází na nádraží ve Štrpcích památník, připomínající oběti masakru. Odhalen byl v roce 2009.[zdroj?]